# 3 Кассиопеи
3 Кассиопеи (3 Cassiopeiae, 3 Cas) — имя, данное британским астрономом Джоном Флемстидом звезде, которую, судя по его записям, он наблюдал в 1680 году в созвездии Кассиопеи. В настоящее время нет никаких следов этой звезды в месте, указанном Флемстидом, поэтому как само существование, так и природа этого объекта является предметом дискуссий. Все гипотезы предполагают погрешность измерений, сделанных Флемстидом во время фиксации астрономического явления в указанном направлении. В этом контексте наиболее вероятным кандидатом был бы остаток сверхновой, который находится очень близко от координат, записанных Флемстидом в своих комментариях, а время вспышки сверхновой приходится на середину второй половины семнадцатого века.

## Наблюдения Флемстида
В 1676 году, Джон Флемстид начал создавать свой астрономический каталог. Каталог создавался в течение более чем 15 лет, и, наконец, был опубликован в окончательном виде в 1725 году под названием Historia Coelestis Britannica, через шесть лет после смерти Джона Флемстида. Каталог включал в себя около 3000 звёзд, почти в два раза больше, чем содержал предыдущий каталог Яна Гевелия. В каталоге каждая звезда обозначалась номером и латинским названием созвездия (или его сокращением), в котором она находилась. Цифры были присвоены в порядке возрастания прямого восхождения звёзд в рамках каждого созвездия Эти названия до сих пор используются как обозначения Флемстида. Имя 3 Кассиопеи не соответствует яркости звезды, но просто указывает, что это третья звезда от правого края созвездия.
В августе 1680 года, Флемстид начал каталогизировать звёзды созвездия Кассиопеи. Этот процесс занял четыре дня: 13, 17, 26 и 28 августа. Во время наблюдений, Флемстид измерил угловые расстояния между звёздами и координаты опорных звёзд (прямое восхождение и склонение) на небесной сфере. Этот подход имел то преимущество, что не надо было ждать прохождения звезды через меридиан весеннего равноденствия для измерения прямого восхождения или знать точное время прохождения меридиана, но, при этом, конечно, требуется, чтобы положения опорных звезд были известны с большой точностью.
Наблюдение 3 Кассиопеи было проведено 26 августа, вместе с наблюдением ряда других звезд: φ Кассиопеи, χ Кассиопеи, ι Кассиопеи, τ Кассиопеи, ρ Кассиопеи, σ Кассиопеи η Кассиопеи, υ1 Кассиопеи, υ2 Кассиопеи, γ Кассиопеи, κ Кассиопеи, μ Кассиопеи, θ Кассиопеи, ο Кассиопеи, π Кассиопеи, ξ Кассиопеи ν Кассиопеи. Каждой из этих звёзд Флемстид присвоил номер и имя созвездия в родительном падеже (см. Список созвездий и их латинское название (родительный падеж)). Опорными звёздами в тот день были β Пегаса, β Персея и β Треугольника. При каталогизации звезды под номером 3 были проведены два измерения, разделённых промежутком времени примерно в полчаса (21:36 и 22:10): были измерены расстояния до двух опорных звёзд β Пегаса (Scheat Pegasi, как записал её Флемстид) и β Персея (Algol Medusa). В обоих случаях Флемстид описывает положение звезды по отношению к опорной звезде, но эти описания немного отличаются: первое est supra τ exigua и второе quae supra τ, которые можно перевести как немного выше τ и выше τ соответственно. В обоих случаях определения немного выше и выше предшествовали звезде τ Кассиопеи. Два угла, измеренные Флемстидом, были соответственно 30°48’25" и 38°45’05". Из этих двух измерений и точного знания положения опорных звёзд, Флемстид вычислил координаты 3 Кассиопии, что с поправкой на прецессию для эпохи J1690.0 даёт значения 23ч 20м 28с 56° 58′ 30,00″ для прямого восхождения и для склонения соответственно. Флемстид также оценил видимую звёздную величину звезды в 6m.
Однако, в данном месте нет звёзд сравнимой величины, так же их нет и в радиусе полградуса. Но всё же в 10,8 минутах дуги есть остаток сверхновой в Кассиопее известный как Кассиопея A (Cas A). Оцениваемый возраст остатка от 300 до 350 лет. Отсюда можно предположить, что около 1680 года свет от взрыва этой сверхновой достиг Земли. Однако, нет никаких астрономических текстов того периода, в которых было бы упомянуто событие, которое можно было бы сравнить с наблюдением сверхновой в этой области неба (или в любой другой): последняя историческая сверхновая в нашей Галактике наблюдалась в 1604 году — поэтому наблюдение Флемстида с осторожностью можно рассматривать как потенциальное наблюдение этой сверхновой.

## Аргументы в пользу наблюдения сверхновой
Информация о звезде 3 Кассиопеи была опубликована в 1712 году в первой версии каталога Флемстида, а затем в 1725 году. В 1835 году астроном Фрэнсис Бейли переиздал каталог Флемстида, как «исправленное и дополненное» издание. Бейли отметил, что не было ни одной звезды, присутствующие на позиции, указанной как 3 Кассиопеи. Он воспользовался этой возможностью, чтобы исправить ряд ошибок в каталоге, в основном типографские. В конце концов, он понял, что среди 2925 звёзд он не может определить или связать с какой либо планетой, звездой или другим астрономическим объектом четыре звезды. Среди них была и 3 Кассиопеи. В 1845 году Бейли опубликовал доклад, о каталоге Флемстида, в котором он, правда, не упомянул о 3 Кассиопеи, для которой он не смог определить положение. В результате о звезде, упомянутой Флемстидом, постепенно забыли.
В 1980 году, Уильям Б. Эшворт (William B. Ashworth) проводит повторное сканирование радиоисточника Кассиопея A, который был впервые обнаружен с помощью радиотелескопов более 30 лет назад. Он указывает на близость между радиоисточником и 3 Кассиопеи и заявляет, что только её можно связать со сверхновой. Однако, главной проблемой является угловое расстояние между двумя объектами, более десяти минут дуги, или около одной трети видимого диаметра полной Луны, и эта ошибка не согласуется с обычной точностью измерений, которые проводил Флемстид. Эшворт, однако, указал несколько звёзд, чьи координаты Флемстид определил с большей ошибкой, в том числе 23 Малой Медведицы (ошибка 12 минут дуги) и 66 Льва (ошибка 25 минут дуги). Утверждая, что эта ошибка наблюдений Флемстида весьма невелика, Эшворт сделал вывод, что «можно вполне определенно сказать, что в 1680 году Флемстид действительно наблюдал сверхновую, которую можно связать с Кассиопеей А».

## Аргументы в пользу погрешности измерения
В то же самое время американские астрономы Р. П. Броутон (R. P. Broughton) и Карл В. Кемпер (Karl W. Kamper) более критически отнеслись к измерениям Флемстида, чем Эшворт. В частности, они отметили, что замеры, связанные с 3 Кассиопеи, были сделаны, с помощью секстанта, считывание показаний с которого гораздо менее склонно к ошибкам, по сравнению с другими инструментами, которые использовал Флемстид, так как секстант оснащён двойной шкалой. Кроме того, Броутон провёл повторный анализ всех других наблюдений, сделанных Флемстидом вечером 26 августа, и пришёл к выводу, что ошибки измерения, за исключением 3 Кассиопеи, были менее одной минуты дуги, а как правило, значительно меньше. Сопоставление 3 Кассиопеи и Кассиопеи A поэтому требует объяснения, почему только для этого случая и только для него погрешность измерения была более чем в десять раз выше, чем для всех других измерений, сделанных в тот же вечер. Наконец, существовало предположение, сделанное в 1798 году Каролиной Гершель (сестрой Уильяма Гершеля, первооткрывателя Урана) при анализе каталога Флемстида: она отметила, что в непосредственной близости от τ Кассиопеи находятся относительно яркая звезда с со склонением 30°48′25″: это затменная кратная система AR Кассиопеи (SAO 35478) (её видимая звездная величина — 4,88). Разница в расстоянии между звездой и β Персея отличается менее чем на минуту дуги, что соответствует типичным ошибкам при измерениях Флемстида. Кроме того, эти авторы отмечают, что есть и другая звезда в окрестностях τ Кассиопеи, чьё склонение в это время могло бы соответствовать 38°52’57". Это SAO 35386, значительно менее яркая звезда, чем AR Кассиопеи (видимая звездная величина — 6,8).
Таким образом, по утверждению Кемпера и Броутона, Флемстид начал измерения с AR Кассиопеи и записал её в свой каталог (который включал звёзды до шестой величины). Сначала он измерил расстояние от β Пегаса до звёзд созвездия Кассиопеи, используя её как опорную звезду. Когда он начал измерять расстояния до второй опорной звезды, β Персея, тогда он и перепутал звёзды, приняв AR Кассиопеи за другую звезду, а именно SAO 35386. Он сделал два измерения, но для двух разных звёзд, взяв значение по прямому восхождению от одной звезды, а склонение от другой. Эта гипотеза может объяснить различие в пометках о 3 Кассиопеи, сделанных при двух наблюдениях: AR Кассиопеи расположена ближе к τ Кассиопеи, чем SAO 35386. Соответственно, о первой звезде было написано, что она находится немного выше, а о второй просто — выше. Таким образом, Флэмстид не наблюдал сверхновую, а случайно объединил в одно наблюдения двух различных звёзд (AR Кассиопеи и SAO 35386), ни одна из которых в его каталог не попала. Так как возможно отождествление звезды Флэмстида с другими слабыми звездами при типичных для него ошибках измерений, маловероятно, что он наблюдал именно сверхновую.